# Microcharmus aridus
Espèce
Microcharmus aridus est une espèce de scorpions de la famille des Buthidae.

## Distribution
Cette espèce est endémique de la région Melaky à Madagascar. Elle se rencontre au sud-est du cap Saint-André et au nord-nord-est de Besalampy.

## Description
Le mâle holotype mesure 8,59 mm.

## Systématique et taxinomie
Cette espèce a été décrite par Lourenço et Wilmé en 2025.

## Étymologie
Son nom d'espèce lui a été donné en référence au caractère aride de son habitat.

## Publication originale
- Lourenço & Wilmé, 2025 : « A new species of Microcharmus Lourenço, 1995 (Scorpiones: Microcharmidae) from extremely dry areas of Central-West Madagascar. » Serket, vol. 20, no 4, p. 373–382 (texte intégral).